# غار پراو
غار پَراو یا غار پَرو (به کُردی: په‌ڕاو Peřaw)، (به معنی فرهاد مرد عاشق‌پیشه کوه‌های بیستون) نام غاری است در ارتفاع ۳٬۰۵۰ متری کوه پراو، در دوازده کیلومتری شمال‌شرق شهر کرمانشاه که در میان کوه طاق بستان و کوه بیستون و در جنوب منطقه‌ای به نام میدان پراو قرار دارد. این غار در ۳۰۰ متری پایین قله شیخ علیخان یا قله پراو قرار دارد. در زمان کشف این غار در بیش از ۴۰ سال پیش (۱۹۷۱ میلادی)، بزرگ‌ترین غار عمودی دنیا بوده است و به همین دلیل لقب اورست غارهای جهان را به آن داده‌اند. این غار به عنوان دومین اثر طبیعی ملی کرمانشاه در سال ۱۳۸۸ توسط سازمان حفاظت محیط زیست ایران به ثبت رسید.
امروزه غارهای عمیق بسیاری در جهان یافت شده‌اند که بسیار عمیق‌تر از غار پرو هستند و غار پرو را در لیست عمیق‌ترین غارهای جهان تا رتبه ۲۲۱ پایین آورده‌اند.
یکی از ویژگی‌های منحصربه‌فرد غار پراو وجود دهانه آن در ارتفاع سه‌هزار متری از سطح دریا است که این بالاترین سطح در بین تمام غارهای «عمودی» دنیا می‌باشد.

## ثبت ملی
این غار در سال ۱۳۸۸ توسط سازمان محیط زیست به عنوان اثر طبیعی ملی جهت حفاظت ویژه ثبت شد.
به علاوه در ۲۰ بهمن ۱۳۸۹ توسط سازمان میراث فرهنگی با شماره ۹۸ در فهرست میراث طبیعی ایران قرار گرفت.

## ویژگی‌ها
غار پَراو در حدود دوازده کیلومتری شمال شرقی کرمانشاه، در نزدیکی روستای چالآبه بر بلندای ۳۰۵۰ متری میدان جنوبی قله کوه پراو یکی از بلندترین قله‌های استان کرمانشاه (با ارتفاع ۳۳۵۷ متر از سطح دریا) قرار دارد.
عمق غار پراو ۷۵۱ متر و طول آن ۱٬۴۵۴ متر می‌باشد. تعداد ۲۶ حلقه چاه دارد و عمیق‌ترین چاه آن، چاه شماره ۱۶ است که ۴۲ متر عمق دارد. آب جاری شده در غار پراو حاصل ذوب شدن یخچال‌های زیرزمینی غار پراو است که به خاطر این مسئله و ارتفاع بالای این غار، برودت آن خیلی زیاد است. (بین ۳–۱ درجه سانتی‌گراد) و در هیچ‌کجای غار دما بالاتر از این نیست.
بدنه و دیوار سنگی داخل غار بسیار خشن و متخلخل است و این باعث می‌شود که لباس غارنوردان در حین پیمایش سریعاً پاره شود. آب سرد به لباس‌های زیر و سطح بدن نفوذ می‌کند که دشواری‌های پیمایش را زیادتر می‌کند.

## پیشینه پیمایش
این غار برای اولین بار در سفر تحقیقاتی یک گروه غارنورد انگلیسی در سال ۱۳۵۰ خورشیدی به رهبری جان میدلتون کشف شد و گروه به عمق ۷۵۰ متری غار دست یافت. سفر اکتشافی بعدی در سال ۱۳۵۱ به رهبری دیوید جادسون که با حمایت انجمن سلطنتی جغرافی و گروه غارشناسان انگلستان با هدف پیشروی بیشتر، به منظور دستیابی به رکورد جهانی انجام شد. علی‌رغم تلاش‌های زیاد گروه ۱۶ نفرهٔ انگلیسی، این کار میسر نشد و غار پراو در عمق ۷۵۱ متری به یک حوضچهٔ گلی به طول ۵۰ متر ختم شد. این موضوع، یک اصطلاح ماندنی در غارنوردی به جای گذاشت. به این معنی که اگر یک غار بزرگ، که امید به گسترش آن می‌رود، ناگهان به آخر خود برسد، می‌گویند: «پراوئی شد» (به انگلیسی: Ghar Paraued).
در سال ۱۳۵۴ یک تیم لهستانی از غار پراو دیدار کرد. رسیدن به حوضچه آخر آن و گرفتن عکسی از پرچم انگلیسی‌ها باقی‌مانده از سال ۱۳۵۱، تأیید دوبارهٔ این مطلب بود که غار به راستی تمام شده است.
اولین تلاش جدی ایرانی‌ها برای پیمایش غار در سال ۱۳۶۸ توسط تیم کانون کوهنوردان کرمانشاه به سرپرستی آقای بهمن مشتکوب/سرپرست فنی کریم اسدآبادیان/مسئول امداد و نجات حشمت حیدریان و مسئول تدارکات هوایی بهروز ایزدی انجام شد که به دلیل بارش باران و سرازیر شدن آب در غار ناتمام ماند. اما غارنوردان کانون کوهنوردان کرمانشاه بار دیگر در سال ۱۳۷۰ به سرپرستی آقای بهمن مشتکوب و سرپرست فنی آقای فرامرز دزفولی موفق شدند به عنوان اولین گروه ایرانی تا انتهای غار را پیمایش کنند و رکورد تلاش‌های نافرجام ایرانیان را بشکنند. (تیم سه نفره انتهایی شامل آقایان: بهمن مشتکوب، حشمت حیدریان و زیده‌یاد منوچهردهشت)
در طی سال‌های بعد، بازدید از غار توسط گروه‌های کوهنوردی و غارنوردی ایرانی شروع شد که اغلب به حوضچه انتهای غار یا گاهی به کشف راه‌های جدید انجامید.
در سال ۱۳۷۲ تیم دونفره محمدنوری و قدیر یزدانی به عنوان دومین تیم ایرانی دراقدامی متحیرانه و خاص اقدام به پیمایش سبکبار بدون لجستیک و کاملاً آلپی دونفره با حدود ۴۰۰ کیلو بار طی ۱۳ روز غار را پیمایش کرده و به سلامت خارج شدند.
در سال ۱۳۷۳ نیز تیم چهارنفره کروه سه کل کرمانشاه با بهره جستن از طناب‌های داخل غار طی یک برنامه سه روزه به حوضچه انتهایی رفته و مراجعت کردند و نام خود را به عنوان سومین تیم پیمایش‌کننده ثبت کردند. (آقایان: هادی میرزاپور، منصور اکبری، شاه‌دوستی و زنده‌یاد هادی فریدرجایی).
در سال ۱۳۷۴ چهارمین تیم ایرانی (۱۱ نفر) را تیمی از غارنوردان خراسانی تشکیل می‌دادند که سه نفر آن‌ها موفق شدند ضمن پیمایش کامل غار کمترین زمان ممکن رفت و برگشت را به مدت ۵۶ ساعت به نام گروه آزادگان مشهد ثبت نمایند؛ و اولین تصاویر ویدئویی را از چاه و قسمت‌های انتهایی غار خارج کنند.
نفرات حمایت‌کننده در چاه ۱۵: عبارت بودند: از جواد نظام دوست سرپرست و احمد زحمت کش و سایز نفرات مستقر در کمپ پرو و کمپ ۱: شامل: باقر صمدیان، یونس کلاهدوز، ابراهیم کوهستانی، مسعود جلالی، جلال رضایی و مهدی برزین و تیم انتهای غار آقایان: امیرزرین. رضا نظام‌دوست و حسین کوهستانی).
درسال ۱۳۷۵ تیم باشگاه آزادگان مشهد برای ساخت مستندی درخصوص چالش‌ها و سختی‌های غارپراو به منطقه وارد شدند و تصایری با کیفت HD با امکانات مختصر آن زمان تهیه کردند، اما متأسفانه هنگام بازگشت درچاه سوم (اروئیکا) زنده یاد سعید امینیٰ‌ثانی دچار حادثه شد و حدود پانزده متر سقوط کرد و علی‌رغم تلاش وافر تیم همراه در انتقال سریع وی به سمت بیرون غار، بعد از خروج از چاه‌ها، به دلیل خون ریزی شدید داخلی تحال، جان خود را از دست داد.
تیم همراه پیکر بی‌جان او را از غار خارج کرده و با همکاری خوب غارنوردان گروه بهستون و چند تن از کوه‌نوردان کرمانشاه به پایین منتقل کردند.
در سال ۱۳۸۳، یک تیم غارنورد، از کلوپ کوهنوردی کرمانشاه، به انتهای غار رفته و یک غواص به داخل حوضچهٔ آب فرستادند. نتیجه آن بود که عمق حوضچه ۳ متر اندازه‌گیری شد و فهمیدن این واقعیت که این حوضچه بسته است و به جایی راه ندارد.
در سال ۱۳۸۴، یوری اودوکیموف در راًس یک گروه کوچک از روسیه، از غار پراو دیدن کردند و به عمق ۴۰۰ متری رسیدند و در سال ۱۳۸۵ دوباره بازگشتند ولی به علت بدی هوا نتوانستند ادامه دهند.
سال ۱۳۸۱ لیلا اسفندیاری، غارنورد و هیمالیا نورد سرشناس و عضو باشگاه کوهنوردی و اسکی دماوند به عنوان اولین زن ایرانی موفق به پیمایش کامل غار پراو، عمیق‌ترین غار ایران در استان کرمانشاه شد.

## حوادث
غار پراو با درجه سختی پیمایش «۵ دی» از دشوار گذرترین غارهای جهان به‌شمار می‌رود و تاکنون ۵ نفر از غارنوردان ایرانی در هنگام پیمایش این غار جان خود را از دست داده‌اند.
قربانیان عبارتند از:
- سعید امینی (۱۳۷۵- تیم آزادگان پس از پیمایش موفق سال گذشته برای ساخت مستند پله کانی به سوی تاریکی برای صداوسیمای مرکز خراسان عازم غار پراو برای دومین بار شد اینبار هدف پیمایش کامل غار نبود و سعید امینی ثانی از اعضای تیم اعزامی باشگاه آزادگان مشهد در حین صعود از چاه سوم سقوط کرده و کشته شد)
- امیر احمدی و ویکتوریا کیانی‌راد (۱۳۸۱ - از اعضای تیم اعزامی باشگاه کوهنوردی دماوند؛ اجساد آن‌ها را نتوانستند از غار بیرون بیاورند و در جان‌پناه چاه شماره هجدهم در حفره‌ای گذاشته و در آن را مسدود کردند.[۹])
- خلیل عبد نکویی (۱۳۸۷ - کوهنورد و عکاس باسابقه همدانی که در کارنامه او صعود به قله موستاق آتا، لنین، کورژنوسکایا، آرارات و هفت هزار متری اورست وجود دارد. او در زیر چاه یازدهم جان خود را از دست داد.[۱۰])[۱۱]
- پدرام بوچانی (شهریور ۱۳۸۹ - از اعضای یک گروه مستقل کوهنوردی از شهرستان دالاهو که در هنگام فرود از چاه شماره ۸، با پاره شدن طناب به پایین سقوط کرده و جان می‌بازد.[۱۲])